# Greg Ganske
John Greg Ganske, född 31 mars 1949 i New Hampton i Iowa, är en amerikansk republikansk politiker och läkare. Han var ledamot av USA:s representanthus 1995–2003.
Ganske avlade 1972 kandidatexamen vid University of Iowa och 1976 läkarexamen vid samma universitet. Han utbildade sig sedan till kirurg vid University of Colorado School of Medicine, Oregon Health Science Center och Harvard Medical School. 1995 efterträdde han Neal Edward Smith som kongressledamot och efterträddes 2003 av Tom Latham som tidigare hade representerat Iowas femte kongressdistrikt.
Hans fru är Corrine Mikkelson och han har fem barn.